# Actinote conspicua
Actinote conspicua är en fjärilsart som beskrevs av Jordan 1913. Actinote conspicua ingår i släktet Actinote och familjen praktfjärilar. Inga underarter finns listade i Catalogue of Life.